# Alrewas
Alrewas – wieś w Anglii, w hrabstwie Staffordshire, w dystrykcie Lichfield. Leży 27 km na wschód od miasta Stafford i 176 km na północny zachód od Londynu. W 2007 miejscowość liczyła 2997 mieszkańców.

## Pomnik Polskich Sił Zbrojnych
W Alrewas znajduje się Miejsce Pamięci Narodowej Arboretum (National Memorial Arboretum), czyli kompleks pomników poświęcony "pamięci poległych żołnierzy i zmarłych ofiar terroryzmu, od czasu I wojny  światowej do chwili obecnej".
Na terenie tego muzeum na otwartym powietrzu od 2009 roku stoi także dużych rozmiarów pomnik Polskich Sił Zbrojnych pamięci polskich żołnierzy i Polaków walczących w drugiej wojnie światowej. Pomnik powstał z inicjatywy dra Marka Stelli Sawickiego. Wykonawcą projektu technicznego był Konstanty Zabłocki, a artystą - Czesław Maryszczak. Pomnik przedstawia "cztery postacie żołnierzy  stojących na cokole  i rozchodzących się w cztery strony świata, żołnierz spod Monte Cassino, marynarz, lotnik, i kobieta z Podziemia, a nad nimi Biały Orzeł w koronie. Dokoła 16 tablic opisujących różne epizody zmagań wojennych Polskich Sił Zbrojnych. Przy pierwszej tablicy rogatywka Żołnierza Września." Uroczystość odsłonięcia pomnika odbyła się w sobotę 19 września 2009 roku, a dokonali jej książę Kentu w obecności ambasador RP w Wielkiej Brytanii Barbara Tuge-Erecińska, zaś pomnik poświęcił arcybiskup Szczepan Wesoły.
Dla upamiętnienia pomnika powstał wiersz Krystyny Wójtowicz Pomnik Polskich Sił Zbrojnych, dwunastozgłoskowiec o ośmiu zwrotkach.